# خنزير الأرض
خِنْزِير الأَرْضِ أو أَبُو ذَقْن أو أَبُو أَظْلاَف  أو الحفَّار (بالإنجليزية: Aardvark) هو حيوان من الثدييات يعيش في إفريقيا من آكلات النمل.

## الوصف
يقدر طوله عند البلوغ حوالي 1,30 متر، لديه رأس ممتد طوليا بنهاية أنبوبية الشكل وأذنان كبيرتان تشبهان تلك التي لدى الحمار . رأسه مرتبط مع جذعه الضخم بعنق قصير ، في مؤخرته لديه ذيل حاد ومزود بعضلات. سمّي هذا الحيوان بخنزير الأرض كونه ذو رأس يشبه إلى حد بعيد رأس الخنزير.
تمتاز أطرافه الخلفية بخمسة أصابع بينما لدى أطرافه الأمامية أربعة أصابع.

## الغذاء
يعتمد هذا الحيوان في غذائه بشكل أساسي على سوس الخشب. وهو يستخرج سوس الخشب بواسطة أظافره القوية ولسانه الطويل اللزج. كما أنه قادر على تتبعها بواسطة حاسة الشم القوية التي لديه.